# Geronimo Stilton

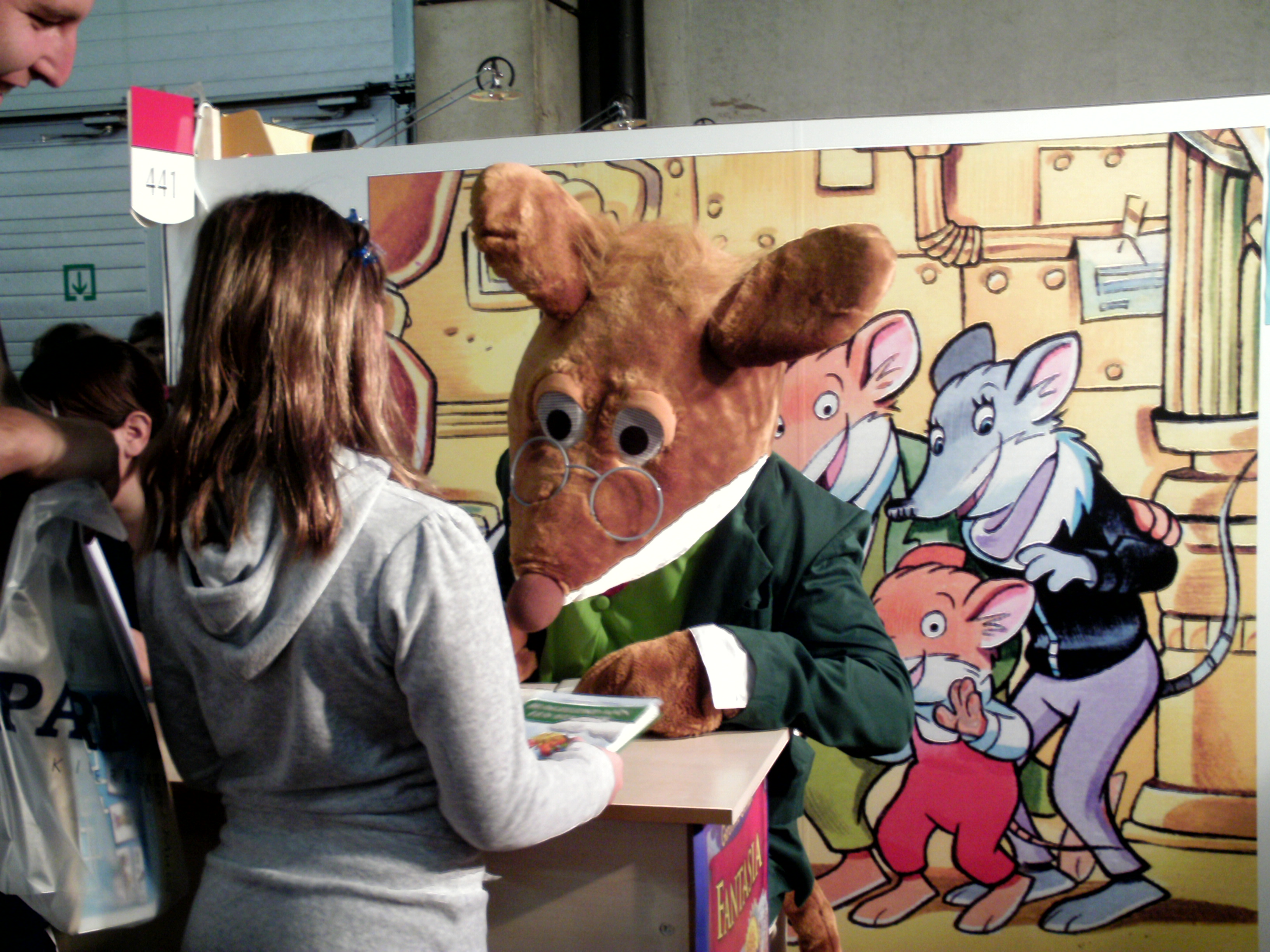
Geronimo Stilton op de Boekenbeurs van Antwerpen

Geronimo Stilton is een kinderboekenreeks, die in Nederland wordt uitgegeven door Uitgeverij De Wakkere Muis en in België door Bakermat en Lannoo.

## Serie
De boeken van Geronimo Stilton worden geschreven als autobiografische verhalen, met Geronimo Stilton als ik-figuur. De boeken worden uitgegeven onder de naam Geronimo Stilton, maar zijn gebaseerd op de ideeën van de oorspronkelijke schrijfster Elisabetta Dami. Momenteel worden de boeken echter geschreven door diverse schrijvers in een studio. De reeks wordt door diverse tekenaars geïllustreerd, waaronder Larry Keys, Lorenzo Chiavini, Silvia Bigolin en Lorenzo de Pretto. In Italië is het een van de meest populaire kinderboekenseries. De serie richt zich op kinderen in de leeftijd van 6 tot 12 jaar en verschijnt ondertussen in 35 talen.
De naam van de muis is afgeleid van de Indiaanse held Geronimo, de militaire aanvoerder van de Apachen aan het eind van de 19e eeuw, en van de Britse kaassoort Stilton, die een sterke smaak heeft.
In de serie zijn zowel leesboeken als stripboeken rond Geronimo Stilton verschenen, alsmede diverse spin-offs. Daarnaast is er een televisieserie gemaakt rond de boeken, een musical en is er merchandise rond het personage te koop.

## Personages
Geronimo Stilton, zowel het hoofdpersonage als de schrijver van de boeken, is de uitgever van de meest gelezen krant van Muizeneiland, 'De Wakkere Muis'. Geronimo is een bange, maar zachtaardige muis, die niets liever zou willen dan een rustig leven, maar hij wordt telkens betrokken in wilde avonturenreizen met Thea, Klem en Benjamin. De boeken worden geschreven als autobiografische avonturenromans.
Geronimo heeft ook nog een jongere zus genaamd Thea Stilton, die als journalist en fotograaf werkt bij 'De Wakkere Muis'.
Klem Stilton, de neef van Geronimo, is de grappenmaker van de familie. Hij weet nog niet wat hij wil worden en heeft elke week een andere baan.
De 9-jarige Benjamin Stilton is het favoriete neefje van Geronimo. Wilhelmus Wervelwind is de opa van Geronimo en Thea Stilton.

## Televisieserie
Er is ook een televisieserie gemaakt rond de verhalen van Geronimo Stilton. Deze wordt in Nederland sinds 21 september 2009 uitgezonden door Nickelodeon. De afleveringen van deze televisieserie zijn tevens op dvd verschenen.

### Nederlandse stemverdeling
- Rutger Le Poole - Geronimo
- Enzo Coenen - Benjamin
- Birgit Schuurman - Thea
- Door Van Boeckel & Joost Claes - Klem
- Lucas Dietens - Wilhelmus Wervelwind

De Nederlandse nasynchronisatie werd ingesproken bij Wim Pel Productions.

## Musical
In oktober 2010 ging in Muizen, een deelgemeente van Mechelen, de 'Giga-grote-Muisical' Fantasia in première. In de zomer van 2011 speelde de musical op het strand in Oostende.
Van 24 juli 2011 tot en met 27 november 2011 reisde de "Gi-ga-grote Muisical" door Nederland in de steden Slagharen, Amsterdam, Utrecht, Eindhoven en Breda. De première was op woensdag 21 september 2011 in Amsterdam (het Amsterdamse Bos).

## Merchandise
Van Geronimo Stilton zijn verschillende merchandiseproducten verschenen gericht op kinderen tussen de 6 en 12 jaar, zoals een dagboek, vriendenboekje, potloden, T-shirts met chocoladegeur, verjaardagskalenders enzovoort.